# Ellis Hobbs
Pour les articles homonymes, voir Hobbs.
(en) Statistiques sur pro-football-reference
Ellis Hobbs, né le 16 mai 1983 à Niagara Falls dans l'État de New York, est un joueur américain de football américain qui évoluait principalement au poste de cornerback et qui a joué comme professionnel durant 6 années en NFL.
Au niveau universitaire, il a joué pour les Cyclones d'Iowa State.
Il a ensuite été sélectionné en 84e choix global lors du 3e tour de la draft 2005 de la NFL par la franchise des Patriots de la Nouvelle-Angleterre. Il y joue jusqu'au terme de la saison 2008 et rejoint ensuite en avril 2009 les Eagles de Philadelphie. Il y termine sa carrière à la suite d'une blessure au cou en 2010.
Le 9 septembre 2007, lors d'un match contre les Jets de New York, il effectue un retour de kickoff de 108 yards ce qui constituait à l'époque le record de la NFL qu'il a ensuite partagé avec Randall Cobb et Jacoby Jones. Ce record a été battu le 27 octobre 2013 lorsque Cordarrelle Patterson des Vikings du Minnesota a effectué un retour de kickoff de 109 yards lors du match contre les Packers de Green Bay.